# 心定
誓願房心定（せいがんぼうしんじょう、建保3年（1215年） - ？）は、鎌倉時代の越前国の僧。豊原寺円福院の開山。文永5年（1268年）、『受法用心集』を著し、当時蔓延っていた名称不明の密教一派（「彼の法」集団）が掲げる教義を「奈利（奈落）の業報なり」と批難した。

## 略伝
建保3年、越前国に生まれたとされる。しかし、生地や仏門に入るまでの来歴等は一切わかっていない。ただし、応永年間成立とされる『白山豊原寺縁起』には建長元年（1249年）の記事として「密宗の碩徳、本寺本山に於てその誉れ隠れなく、事相教相の達者これ在り」として誓願上人（実名心定）の名が挙げられている。また当人が文永5年（1268年）に著した『受法用心集』によれば「小僧少年の昔より老後の今にいたるまで密教の功労をいたす事万里の嶮難をこえ、千尋の蒼海をわたるが如し」と、幼少の頃より密教の修学に励んだことが強調されている。以下はそのあらましである。
- 18歳〜21歳、蓮徳大徳に随て諸の天等の法を受る事二十八尊、其の内吒天・毘沙門・十二神・天形星、已上四尊は殊に秘訣を伝へ、大小口伝集六十四帖をうつし取り畢りぬ。
- 21歳、嘉禎元年（1235年）の比、英豪阿闍梨に付て十八道を受け、乃至許可灌頂の受職を得。
- 25歳、延応元年（1239年）の夏の比、越中国細野[注釈 1]の阿聖阿闍梨に秘密瑜祇等流法身三種の灌頂を受け、立川の一流秘書悉く書きつくし了ぬ。
- 28歳、仁治三年（1242年）に道源大徳に随て中院一流の伝法成さしめ、又別流の瑜祇三重灌頂を受けて事相教相の秘旨を聴聞す。
- 36歳、建長二年（1250年）の夏の比、越前国赤坂[注釈 2]の新善光寺の弘阿弥陀仏と云ふ僧来る。しばらく宿住し、日々に所々巡礼せし事、又知識に親近して修行の作法を見しありさまを数日間談ぜし次に、菩提心論の談議を求請しき。之れに依て4、5日を経、勝義行願の大旨を授け畢りて後、件の僧出にき。其の後、又事の便り有りて彼の新善光寺に詣し時、弘阿弥陀仏の奄室に召請再三に及びしかば彼の室に望みて見れば経机の上に大なる袋を置けり。弘阿弥陀仏是れを開き巻物を取り出せり。其の数殆ど百余巻なり。是れを開き見れば大旨越中国に流布する処の立川の折紙どもなり。此の中に彼の内三部経菊蘭の口伝7、8巻交れり。初めて是れを見るに珍らしく此の巻物を借用して住所に帰てうつしをはりぬ。
- 37歳、建長三年（1251年）、生年37歳にして上洛せし時、五条の坊門の地蔵堂にして彼の法の行者に遇ひて経書をうつし、秘伝を書きとる。
- 39歳、建長五年（1253年）の春、高野山の玄覚阿闍梨に随て教相の秘書等を伝へ、正智院の一流の口决随分隔心なく授かり了りぬ。
- 41歳、建長七年（1255年）、醍醐金剛王院の大僧正実賢と聞へし人の付法の弟子の随一賀茂の空観上人の門葉に入つて先づ真言一宗の教相の大義をうかがひ学し、並に十八道・両界・護摩等を修行する事7か年なり。
- 47歳、弘長元年（1261年）の春の比、遂に入壇の素懐をとげ、其の大法秘法一百余尊を授かり瑜祇理趣の秘口秘伝をうかがひ、結句内作業灌頂をさづかり畢ぬ。首尾総じて14か年の功労なり。
- 54歳、文永五年（1268年）、今此の上人は6人の智者に随つて九流の付法をうけたり。醍醐の三流の中の三宝院金剛王院流光明山の一流、此の三流は金剛王院の大僧正実賢に受け、融源阿閣梨、慶円上人の二流は宝筐上人に受け、勧修寺の流は顕良伯耆の阿闍梨に受け、壷坂の流をば三輪の禅仁上人に受け、尊念僧都の流をば高野の道範阿闍梨に受け、又蓮道上人に遇て小野の大事を面授口决せり。また清水の唯心上人の付法にあひて広沢の保寿院の流を尋ね聞き、又花蔵院尊勝院の流、又真乗院の房円僧正、隆澄僧正の流々につき総て当世に明徳と聞ゆる人ごとに随分へめぐりてうかがひ尋ぬる。初め18歳より今54歳にいたるまで総て37年が間、密教の修学に心をつからして1日も空しき日なし。

また『白山豊原寺縁起』によれば、文永5年頃、「天気」（「天皇の思し召し」の意。当時の天皇は第90代亀山天皇）により豊原寺に下向し、越前国内の邪法の者については血脈を絶ち印信を破棄、加賀越中両国の者については5人の弟子をしてことごとく論断せしめたことが記されている。おそらくはそうした中、『受法用心集』が著されたものと思われる。同書では自らの修学の経緯を記した上で（その中では二度、立川流にも言及している）、当時蔓延っていた名称不明の密教一派が掲げる髑髏本尊儀礼など性的儀礼を含む教義を「況や又女犯肉食を本とし、汚穢不浄を行ずる事、曽て内法にも外法にも本説なき事なり」として「内法にも非ず、外法にも非ず。只徒に奈利の業報なり。尤も是れをあはれむべし」と断じている。ところが、これが思いがけない結果をもたらすことになる。『受法用心集』の高山寺蔵の写本でこの件に付言した『破邪顕正集』（おそらく正和2年（1313年）以前）は、『受法用心集』に記された「此の法」が、仁寛（＝蓮念）を祖とした法流、すなわち立川流に淵源すると述べ、それを敷延した宥快『宝鏡鈔』（天授元年/永和元年（1375年））は、立川流を髑髏本尊を祀る邪道法流であると同定した。さらには後醍醐天皇側近の学僧文観房弘真も邪道法流に結び付けられるようになった。こうした言説は、長く認められてきたが、2000年代に入って、ドイツの日本学者シュテファン・ケック（Stefan Köck）らによって本格的な史料批判が始まり、真言宗の法流の一つである立川流と「彼の法」集団（髑髏本尊儀礼を核とする宗教者たち）、それに文観派の三者は互いにおそらくほとんど関係がないものであるという見解も出されるようになっている（詳細は「「彼の法」集団#歴史」参照）。
なお、25歳当時の立川流の修学経験を根拠に心定を立川流の僧とする見方があるものの、『白山豊原寺縁起』によれば、心定は醍醐寺金剛王院の実賢より相伝された醍醐三流の内、殊に三宝院流と金剛王院流の二流を究め、最終的には三宝院流を以て「一山不朽」とし嫡流に師資相承することに決している。従って、三宝院流の僧とするのが適当と思われる。

## 円福院
心定が建立した円福院は「豊原三千坊」と言われた豊原寺にあって中核的な存在だった。しかし、豊原寺は室町時代末期には越前一向一揆に巻き込まれて一揆軍の大将である本願寺の坊官・下間頼照の本陣になるなど戦乱に翻弄され、天正3年（1575年）には織田信長の陣所となって堂塔焼亡し、まったく衰微した。一向一揆制圧後には柴田勝家の甥の勝豊が豊原寺に城を置いたが、ここからは坂井平野を見渡すことができず、翌年には現在地の椀子岡（丸岡）上に丸岡城を築き、豊原から円福院や西得寺などを町の南西、南東方向に移転させ、寺町を形成した。山本博文によれば「古地図を見ると、特に町の南西部には堀がなく（略）、防備が手薄なところに寺院を配することで、城下町の防衛拠点としたのである」という。また明治期成立の『寺院台帳』には「元禄八年有馬候仰信セラレシ時篠岡山ヨリ当町字巽ノ地ニ遷座シ玉ヘシ」とあり、有馬清純が入部の際、丸岡城近くの巽に移転させたことが裏づけられる。
円福院は現在も同地に真言宗智山派の寺院として存続している。